# Rue Claudia
La rue Claudia est une voie du quartier des Cordeliers dans le 2e arrondissement de Lyon, en France.

## Situation et accès
D'orientation nord-sud, elle a comme tenants la rue Gentil au nord et au sud la place des Cordeliers.
Le site est desservi par la station Cordeliers de la ligne A du métro de Lyon.

## Odonymie et histoire
Les historiens ou auteurs de dictionnaires d'odonymes n'évoquent pas de la même façon la rue Claudia, sauf à s'accorder quant à l'attribution à la graveuse Claudine Bouzonnet-Stella. Qualifiée de « graveuse de talent » elle nait à Lyon en 1614 ou 1634, et meurt à Paris en 1694 ou en 1697. Tout comme ses deux sœurs Françoise et Antoinette, toutes trois nièces par leur mère du célèbre peintre Jacques Stella qui fut également le maître de Claudia, elle se serait rendue célèbre dans l'art de la gravure. Elle serait d'ailleurs connue pour avoir saisi parfaitement le caractère du Poussin en indiquant « d'une façon presque parfaite la couleur de ce maître ».
Pour autant que le permet le croisement des sources, il y aurait pourtant eu deux rues distinctes. Maurice Vanario et Louis Maynard s'accordent et citent la création d'une première rue percée en 1724,, qui ne serait vue attribuer son nom de « rue Claudia » qu'en 1800 par ce seul dernier, tandis que le seul premier ajoute que la rue aurait été ouverte sur les terrains des religieux dominicains dits des Cordeliers, aurait été supprimée lors de la destruction de la Maison du Concert, qui clôturait le flanc oriental de l'actuelle place des Cordeliers en 1858, et aurait été absorbée par cette dernière.

Maurice Vanario mentionne ensuite une deuxième rue, l'actuelle rue Claudia en précisant que celle-ci est percée le 31 décembre 1864 et honorerait la graveuse pré-citée. De telle sorte que la première rue et la deuxième aurait été attribuées à la même personnalité tout en étant bien distinctes : une première rue ayant existé sur le terrain des Cordeliers entre 1724 et 1858, et la deuxième inaugurée en 1864, qui est la voie actuelle.

La difficulté est renforcée par l'existence d'une troisième « rue Claudia », dont le nom est attestée en 1885, qui est l'actuelle rue Viala dans le 3e arrondissement de Lyon, sans rapport avec les deux premières. Maurice Vanario ne précise pas l'origine de ce nom mais précise qu'il a également existé une « place Claudia », attestée pour cette même année 1885, et aurait eu comme tenant la rue Trarieux en aboutissant la rue Coignet, de telle sorte qu'elle désignerait l'espace triangulaire entre ces deux rues, à l'extrémité occidentale de cette dernière, formant une portion de l'actuelle rue Viala. Pour autant, cette place n'est pas mentionné sur les plans actuels comme openstreetmap. Cette place Claudia honorait Claudia Merle, mère d'Antoinette Bonnand épouse de Luc Bonand ou Bonnand, seigneur de Lormat et de Montchat, quartier actuel dans lequel elle se trouvait, et cette origine pourrait possiblement fournir une explication quant à l'origine de cette troisième rue Claudia.
L'actuelle rue Claudia est inaugurée en 1864 avec les anciennes halles de Lyon, aujourd'hui déplacées dans le quartier de la Part-Dieu et remplacée par un parking aérien. Jean Pelletier précise qu'à cette occasion, la rue aurait « beaucoup perdu de son charme ». Pour autant elle accueille aujourd'hui plusieurs bars et restaurants.

## Description
L'immeuble d'angle comporte une statue de Vierge à l'Enfant

## Galerie

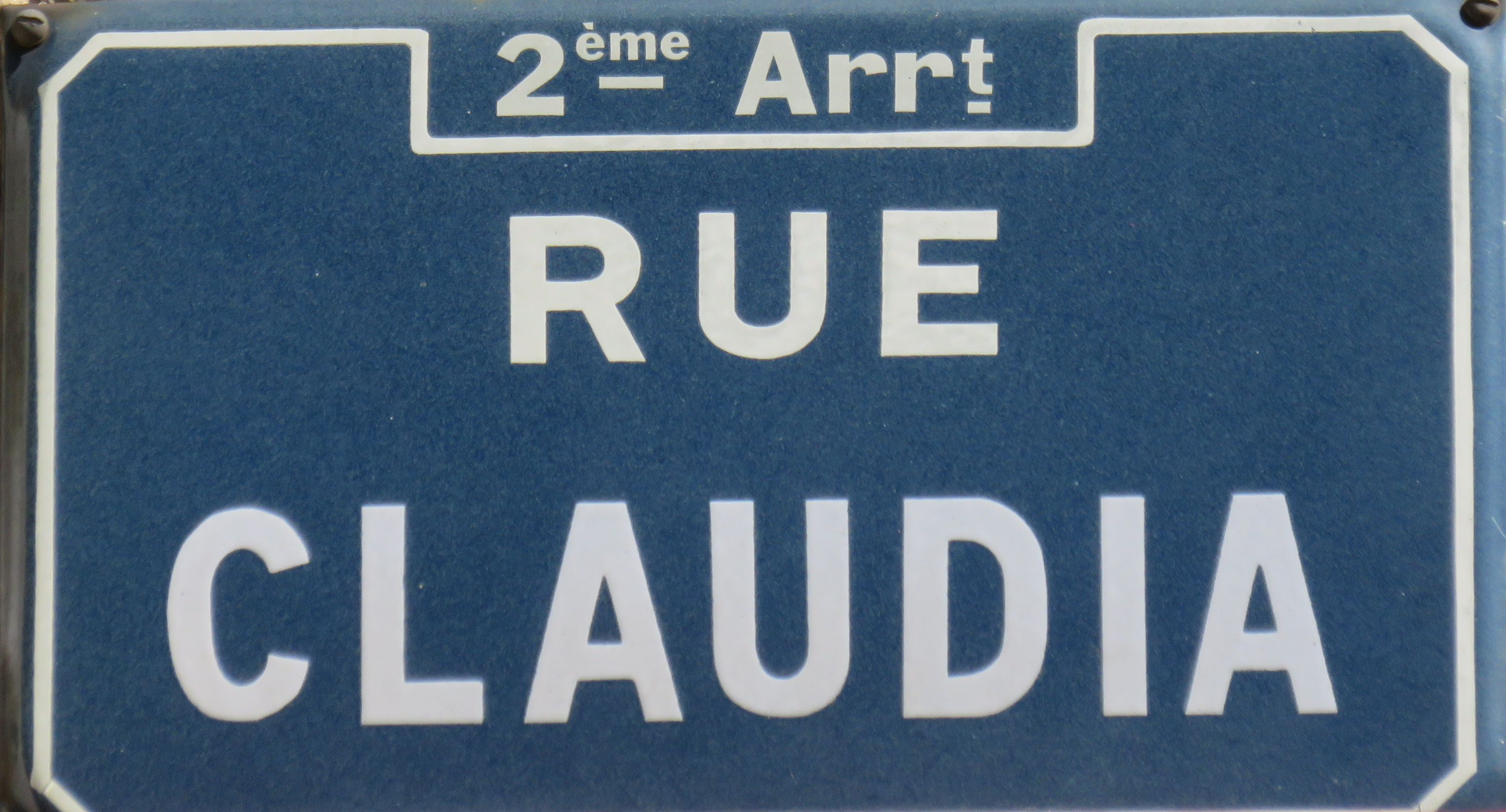
Plaque de rue en mars 2019.
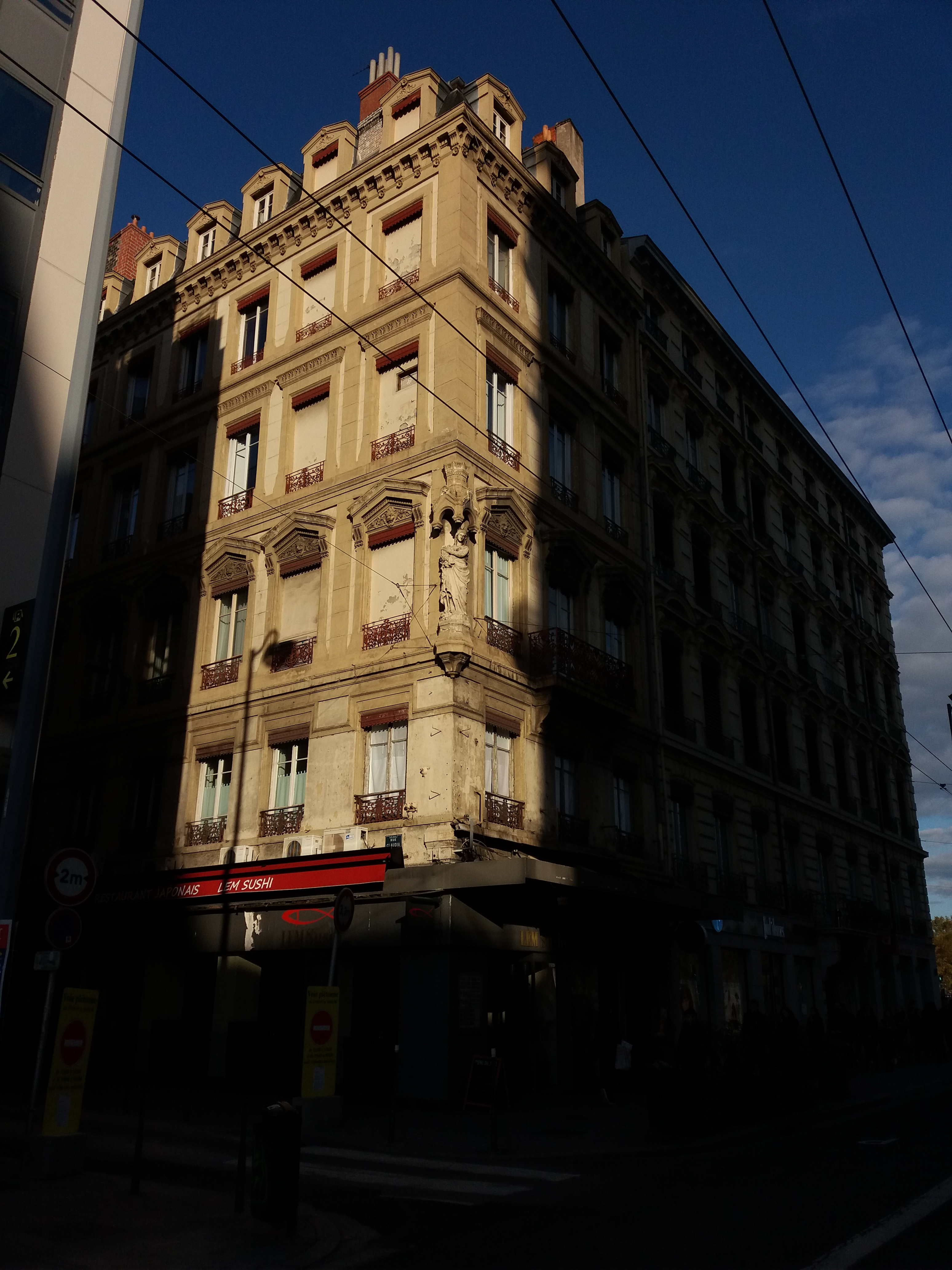
Immeuble d'angle avec la place des Cordeliers, comportant une Vierge à l'Enfant.